# Militärflugfeld Ein Schemer

i7
i11
i13

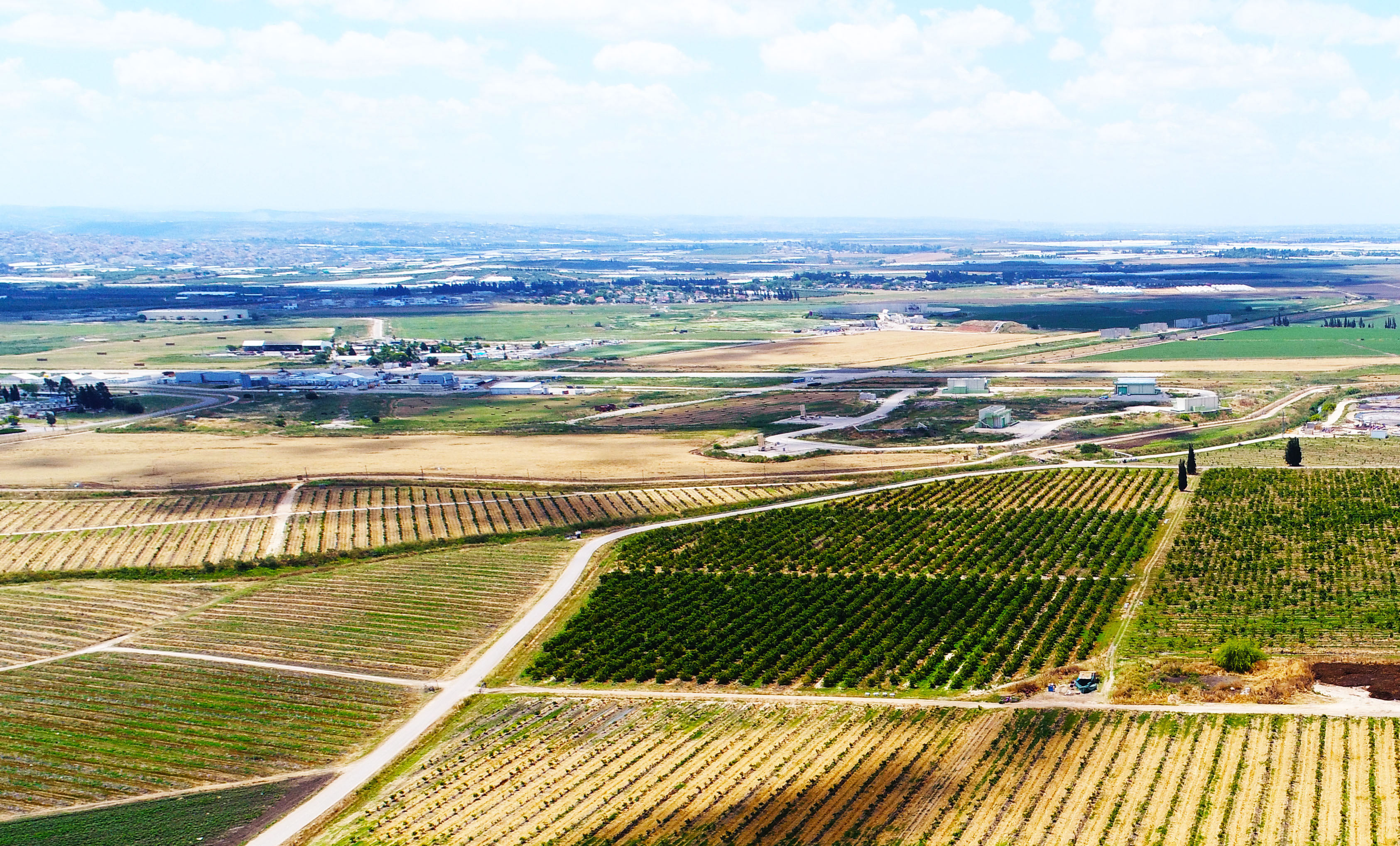
Das Flugfeld (Blickrichtung Süden) mit den Arrow-Raketen rechts und dem Radar darüber im Jahr 2020

Das Militärflugfeld ʿEin Schemer (hebräisch מִנְחָת עֵין שֶׁמֶר Minchat ʿEjn Schemer, deutsch ‚Landeplatz Quelle Schemers/Samarias‘, englisch ʿEin Shemer Airfield, IATA-Code: HDA, ICAO-Code: LLES) ist ein Landeplatz der Israelischen Luftwaffe (IAF) und befindet sich im Bezirk Haifa im Norden Israels, nahe dem Kibbuz ʿEin Schemer, etwa 6 Kilometer östlich von Chadera. Es besitzt eine Start- und Landebahn von etwa 1,2 Kilometer Länge. Auf ihm sind keine Kampfjets oder Helikopter stationiert, aber eine Batterie mit Arrow-2-Raketen und das zugehörige Radar, sowie zahlreiche Drohnen samt Kontrollstation. Deren Neuentwicklungen von IAI werden hier getestet.

## Geschichte
Ab 1942 errichtet war das Flugfeld bis 1948 unter den Briten als RAF Ein Shemer in Betrieb und der größte Militärflugplatz im damaligen Palästina. Auf diesem waren sieben Staffeln der Royal Air Force (RAF) mit 1.500 Mann Personal stationiert. Im entsprechenden englischen Wikipedia-Artikel sind diese Staffeln aufgelistet. Zwischen Herbst 1943 und Juni 1945 befand sich auf ihm auch die 203 Group 78 Operational Training Unit (OTU) der RAF. Zusätzlich gab es dort 600 zivile Angestellte, hauptsächlich Araber.
Nach dem Abzug der Briten 1948 wurde das Flugfeld zurückgebaut und Jahrzehnte lang als kleiner ziviler Flugplatz betrieben, den das israelische Militär Anfang der 2000er Jahre als Basis wieder in Besitz nahm. Der Landeplatz selbst darf aber aktuell nur von unbemannten Luftfahrzeugen genutzt werden, und jede andere Nutzung bedarf der Genehmigung der Zivilluftfahrtbehörde. Diese Regelung kam aufgrund erheblicher Widerstände der örtlichen Bevölkerung zustande.
In den Jahren 2008 und noch einmal 2012 hatte die israelische Regierung vorgeschlagen, die Flugplätze Sde Dov und jenen bei Herzlia zu schließen und ihre zivilen Komponenten auf einen vergrößerten Flugplatz ʿEin Schemer zu verlegen, was auf heftigen Widerstand der örtlichen Bevölkerung stieß. Nach der Schließung von Sde Dov im Juni 2019 wurden schließlich militärische Einheiten nach ʿEin Schemer verlegt. Die Proteste gegen eine Vergrößerung des Flugfeldes gehen weiter.

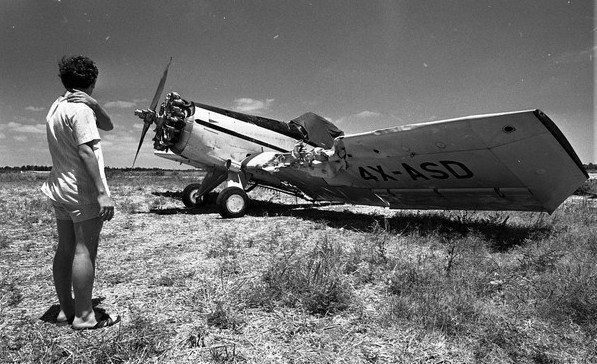
Zusammenstoß eines Sprühflugzeugs mit einem Traktor, ʿEin Schemer 1970
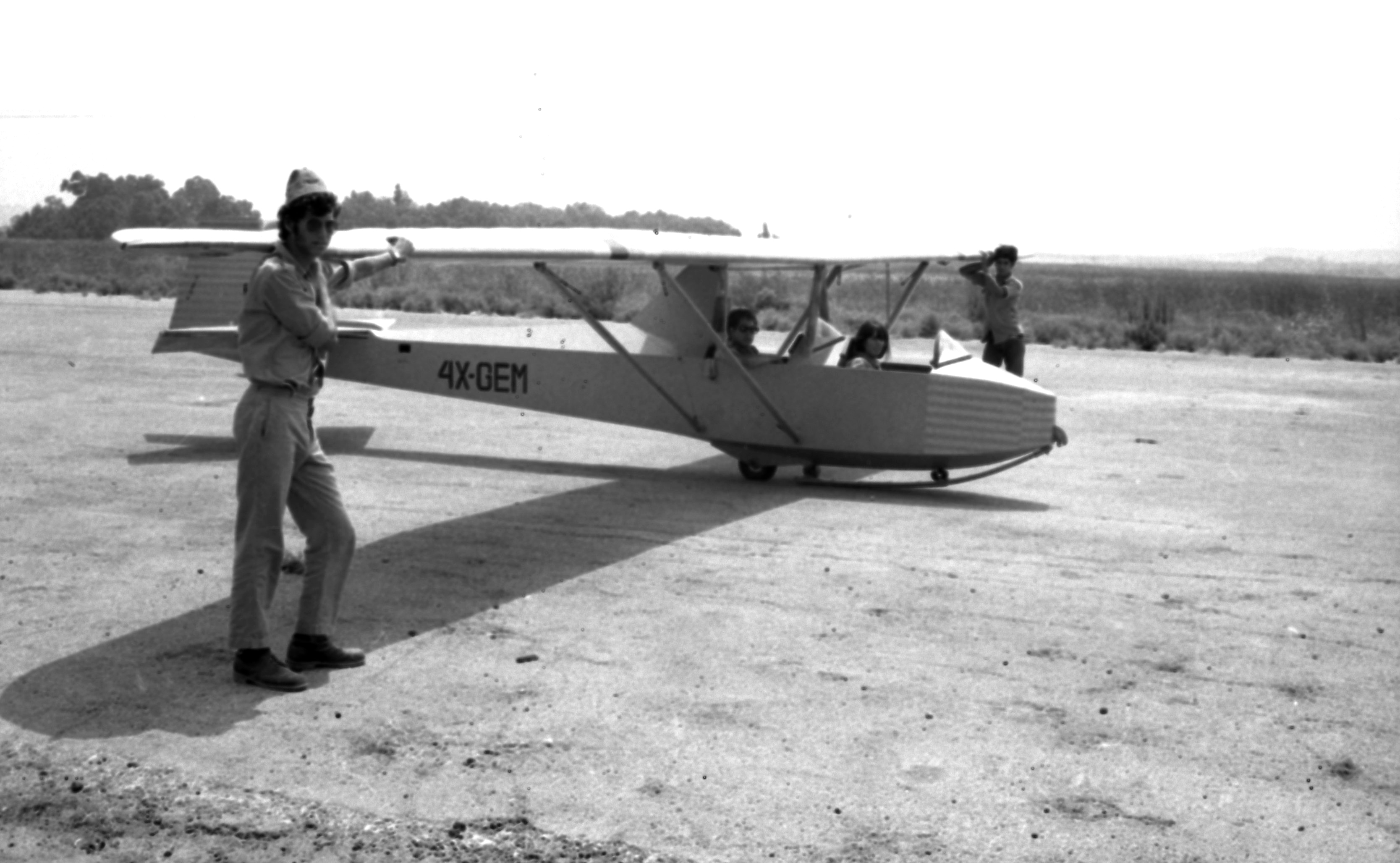
Jugendliche lernen 1971 auf ʿEin Schemer einen Gleiter zu bedienen
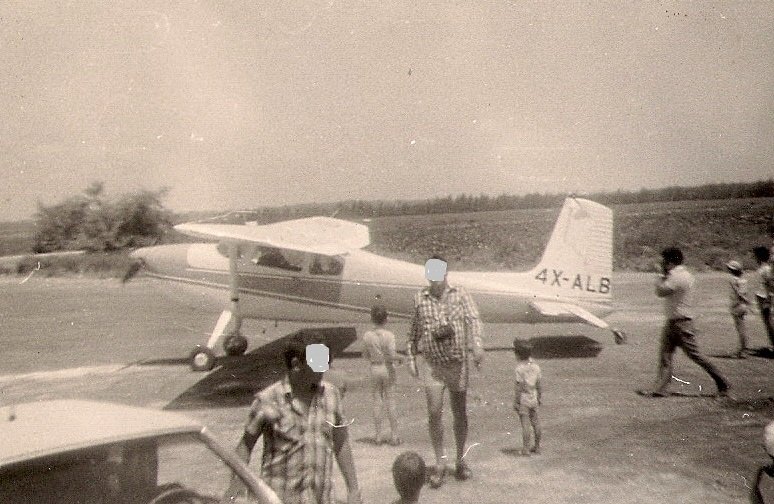
Eine Cessna 180 im Jahr 1979 auf dem ʿEin Schemer Flugfeld
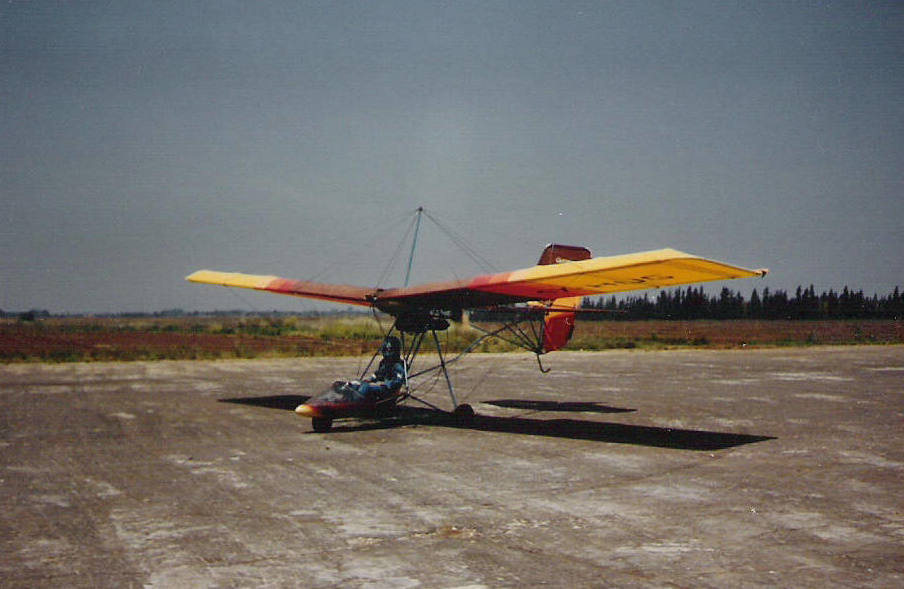
Ultraleichtflugzeug auf dem ʿEin Schemer Flugfeld im Jahr 1986

## Gegenwart
Seit 2002 befindet sich auf dem Flugfeld eine Batterie von Arrow 2 Abfangraketen in einer Zahl von 150 bis 200, mit mehreren mobilen Abschussplätzen samt Bunkern nord- und südwestlich der Startbahn und dem Super-Green-Pine-Radar mit 1000 Kilometer Reichweite im Süden des Areals. Die Arrow-2-Rakete war in den 1990er Jahren von Israel gemeinsam mit den USA zur Abwehr größerer Raketen entwickelt und Anfang der 2000er Jahre zur Einsatzreife gebracht worden. Das Arrow-System wird vom Israeli Air Defense Command, einer Abteilung der Israelischen Luftwaffe (IAF) bzw. der Israeli Air and Space Force betrieben, die auf der Luftwaffenbasis Palmachim ihren Sitz hat.
Auf dem Flugfeld befinden sich auch eine Kontrollstation für Drohnenflüge sowie mehrere Hangars für deren Unterbringung und Wartung. Die IAI Malat Division testet hier ihre neuentwickelten Drohnen. Im September 2020 flog von dort erstmals eine IAI Heron zur Landung auf dem Flughafen Ben Gurion bei Tel Aviv und wieder zurück. Es war das erste Mal weltweit, dass eine Drohne einen großen kommerziellen Flughafen bei vollem Betrieb anflog – gesteuert von ʿEin Schemer aus.

## Einheiten
- Arrow-2-Abfangraketen,[4] Batterie mit 150 bis 200 Raketen, mehreren mobilen Abschussplätzen samt Bunkern und dem Super-Green-Pine-Radar[5]
- Kontrollstation für IAI Heron Drohnenflüge[6]
- Drohnentests der IAI Malat Division[1]

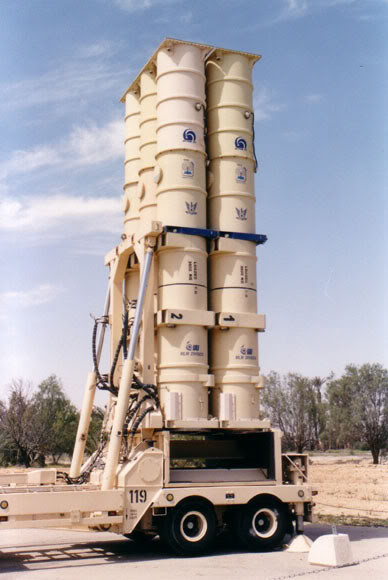
Ein mobiler Arrow-2-Launcher im Jahr 2012
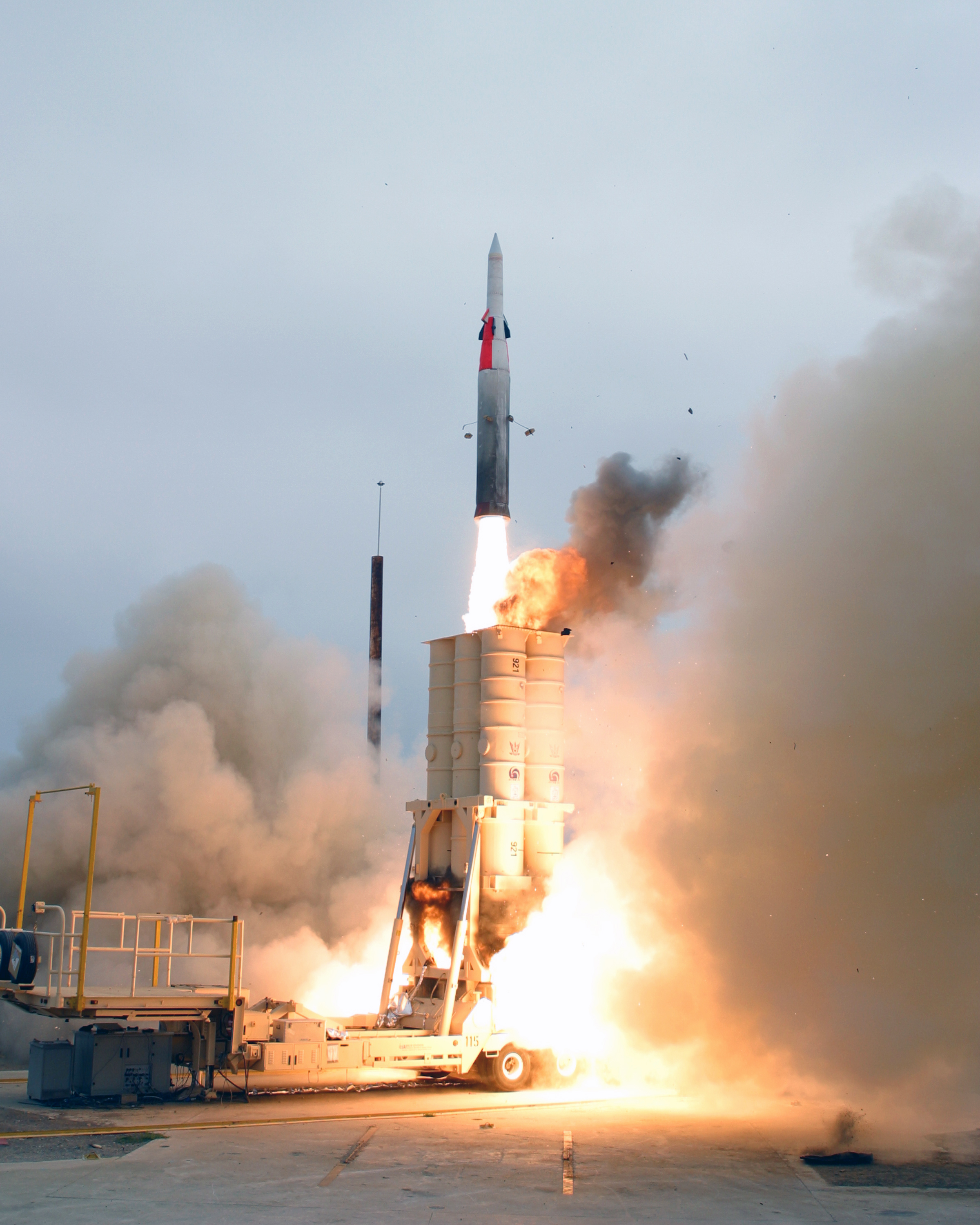
Teststart einer Arrow-2-Abfangrakete 2004 in Kalifornien
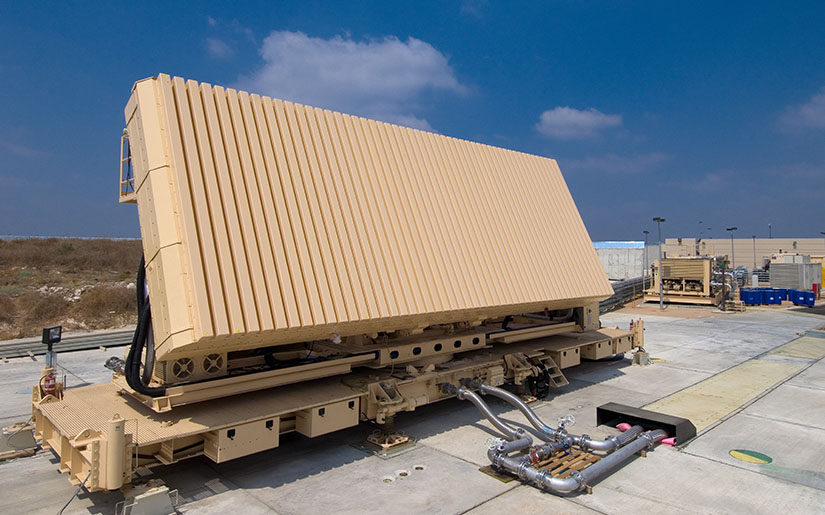
EL/M-2080 „Green Pine“-Frühwarn- und Feuerleitradar
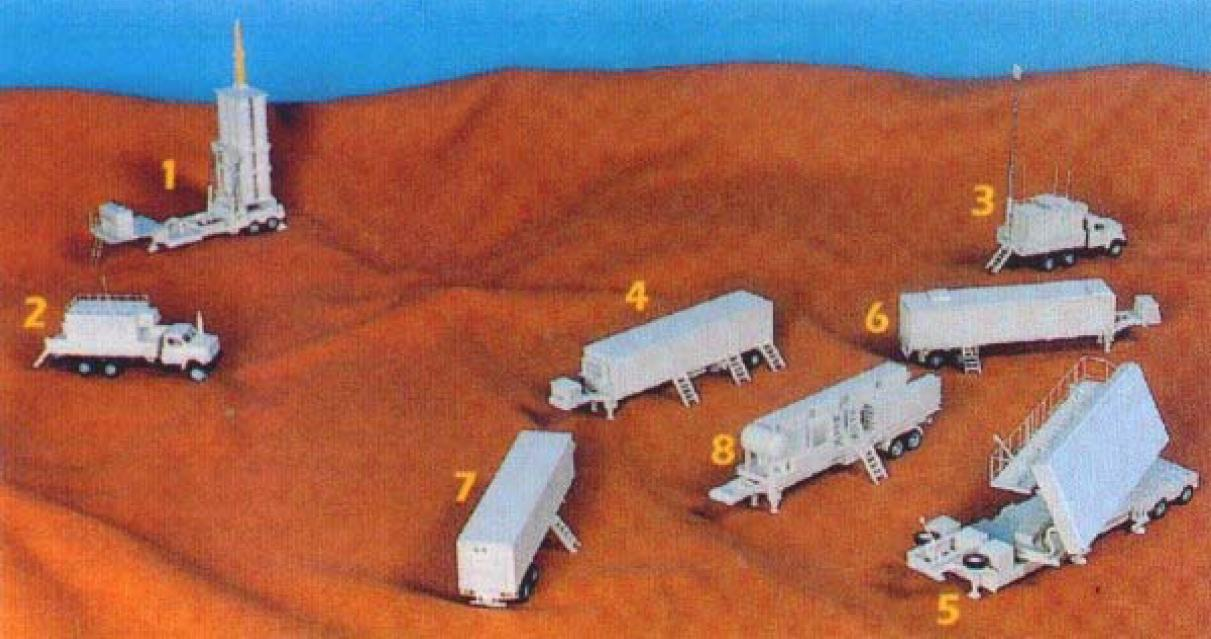
Modelle der Arrow-2-Raketen mit dem Green-Pine-Radarsystem
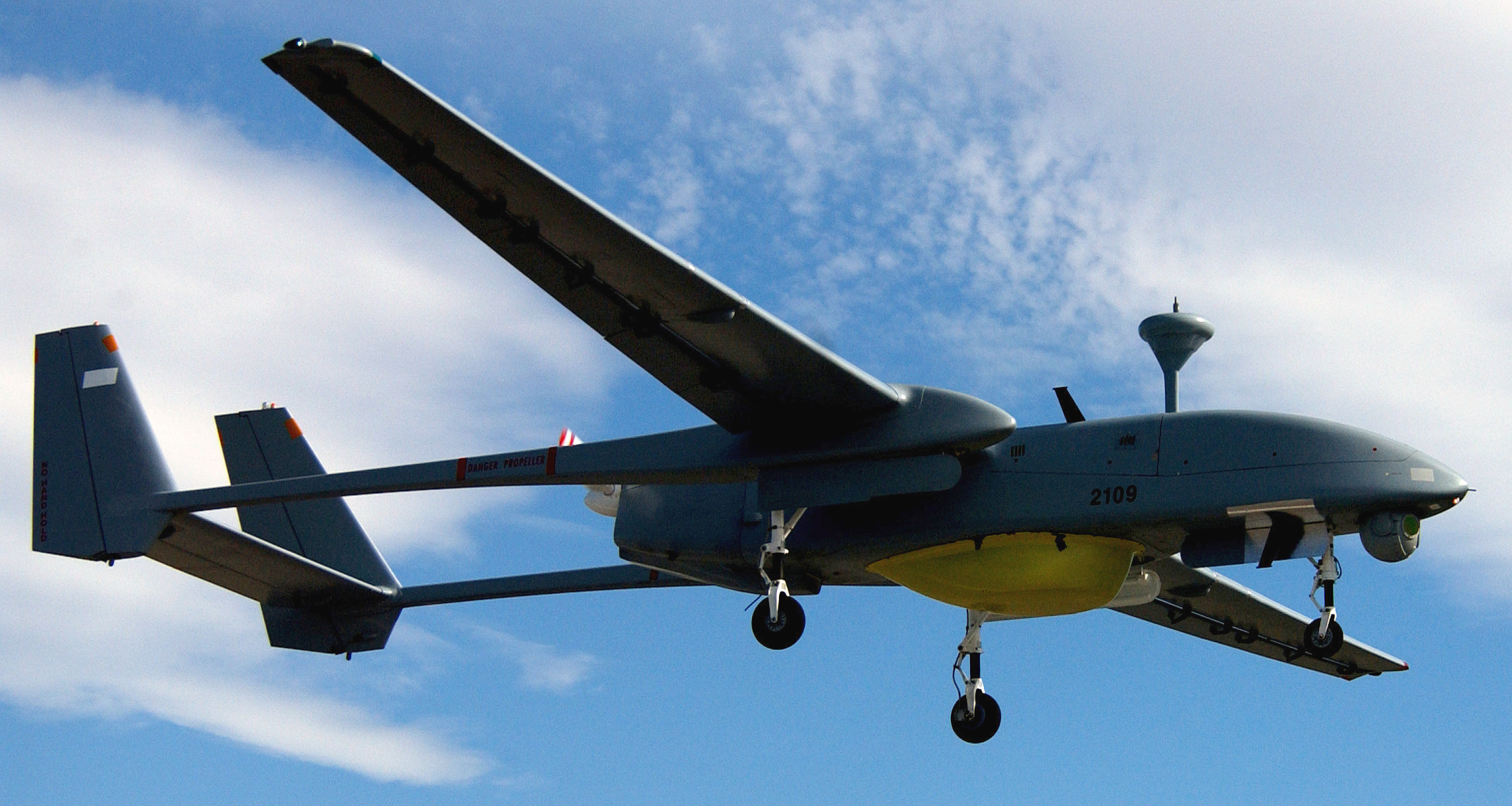
Eine IAI Heron 1 Schoval Drohne im Flug 2003
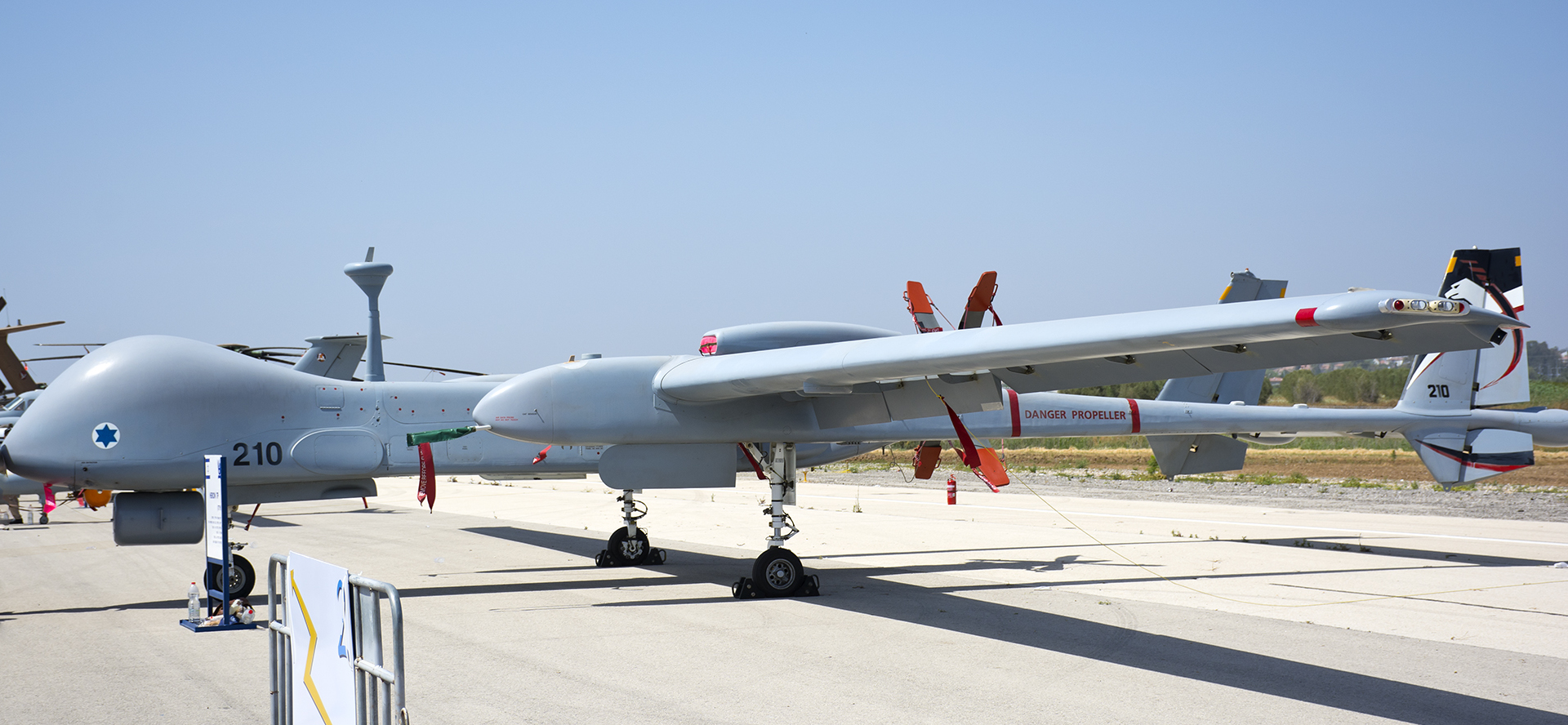
Eine IAI Heron TP Eitan Drohne bei einer Ausstellung 2017